# 3-溴金刚烷-1-甲酸
3-溴金刚烷-1-甲酸是一种有机化合物，化学式为C11H15BrO2。它可由1-金刚烷甲酸在氯化铝催化下直接溴化制得。它和氯化亚砜反应，可以得到3-溴金刚烷-1-甲酰氯。